# Lista de viscondes e condes de Ventadour

Brasão de Armas dos viscondes de Comborn

échiqueté d'or et de gueules: Brasão de Armas dos condes e viscondes de Ventadour

O Viscondato de Ventadour surgiu em 1040, por uma divisão do Viscondato de Comborn em favor de Ebles I, filho de Arquibaldo II, na região compreendida pelo território de Bas-Limousin (atual Corrèze) e que incluiu a região de Ussel, de Meymac e Egletons.
A Casa de Ventadour, contrapôs-se aos senhores de Auvergne, e firmou-se em seus estados feudais, com castelos belos e exuberantes, verdadeiras fortalezas, donos de uma segurança inespugnável. Suas ruínas são ainda encontradas em Ventadour, Comborn, Turenne e nas torres de Merle, e são testemunhas do poder de seus proprietários e da dureza das guerras feudais. Outro exemplo destes castelos, são: Ségur-le-Château, Pompadour, Gimel e Malemort-sur-Corrèze.
Em 1350, Filipe de Valois transformou o viscondato em município e em 1578, o Ventadour foi transformado em ducado.
Então ele pertenceu, sucessivamente, à primeira linhagem de Ventadour-Comborn, até 1472, quando o casamento do último herdeiro de Luís Lévis, barão de La Voulte. Depois de Lévis-Ventadour, veio, pelo casamento, o conde Rohan de Soubise-Ventadour e assim sucessivamente.

## Viscondato de Ventadour

Brasão da Casa de Lévis

Brasão da Casa de Lévis

Brasão da Casa de Rohan

### Casa de Ventadour-Comborn

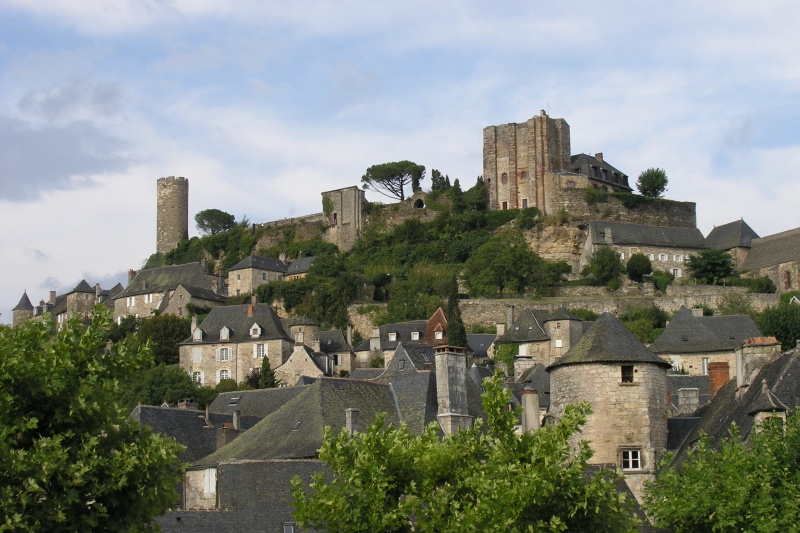
O Castelo de Turenne, pertenceu, entre outros viscondes, a Raimundo I de Turenne, casado com Hélia de Severac e pais de Margarida de Turenne (1190-????), esposa de Ebles V de Ventadour, de quem se separou em 1151.

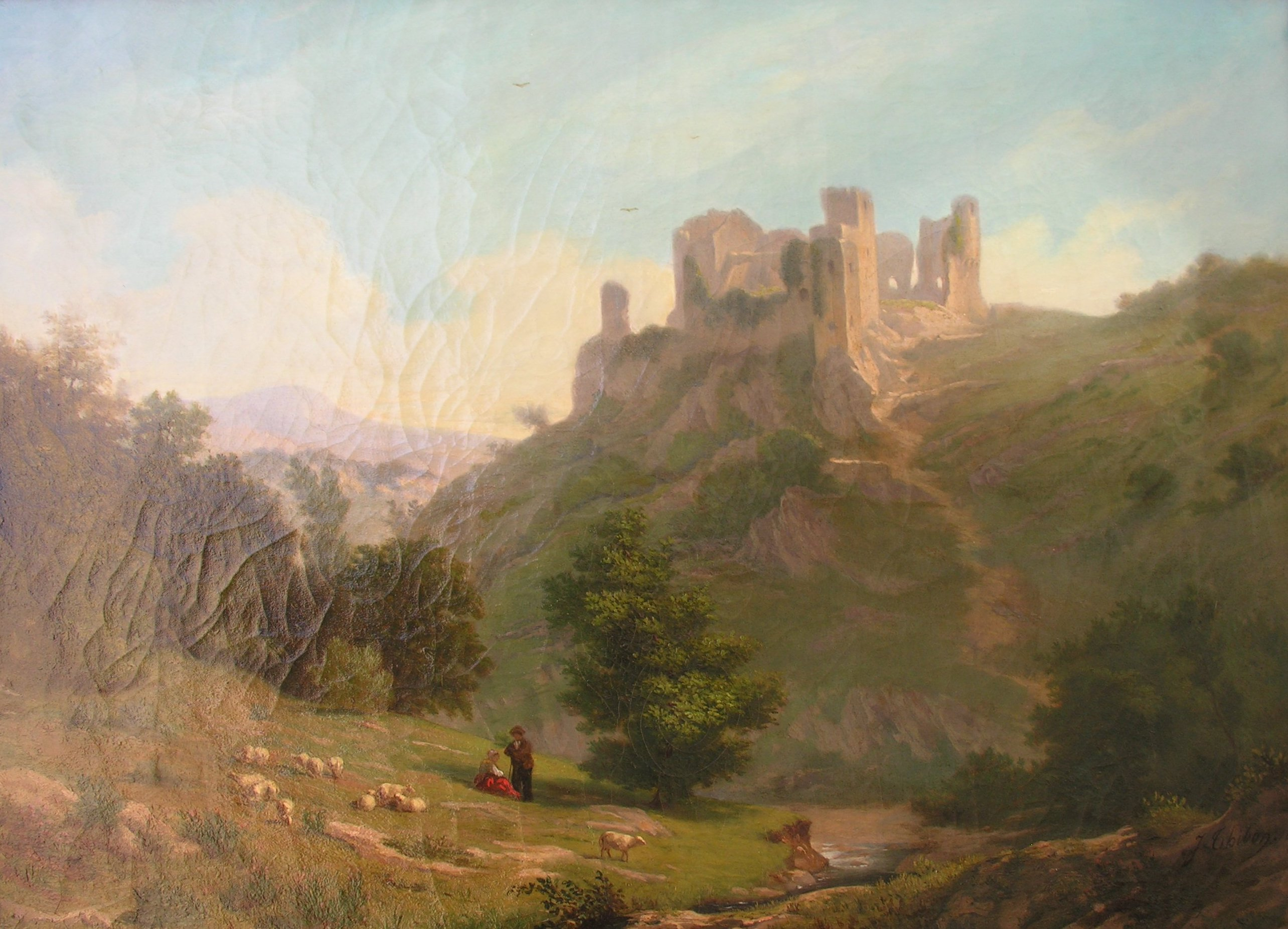
As ruínas do Castelo de Ventadour, em pintura de Jules Thibon. Situado em Meyras, Ardèche (França), a sua arquitetura remonta aos séculos XI, XII, XV e XVI. Ele foi construído no século XI, como a fortaleza de Meyras e pertencia aos Solignac. Em 1195 o senhor de Montlaur casou-se com Miracle de Solignac e seu irmão Beraldo abandonou o reduto (o Castelo) de Meyras. O castelo retorna a Casa de Lévis no final do século XIV e em 1472 o senhor de Meyras, Luís de Lévis, se casa com Branca de Ventadour

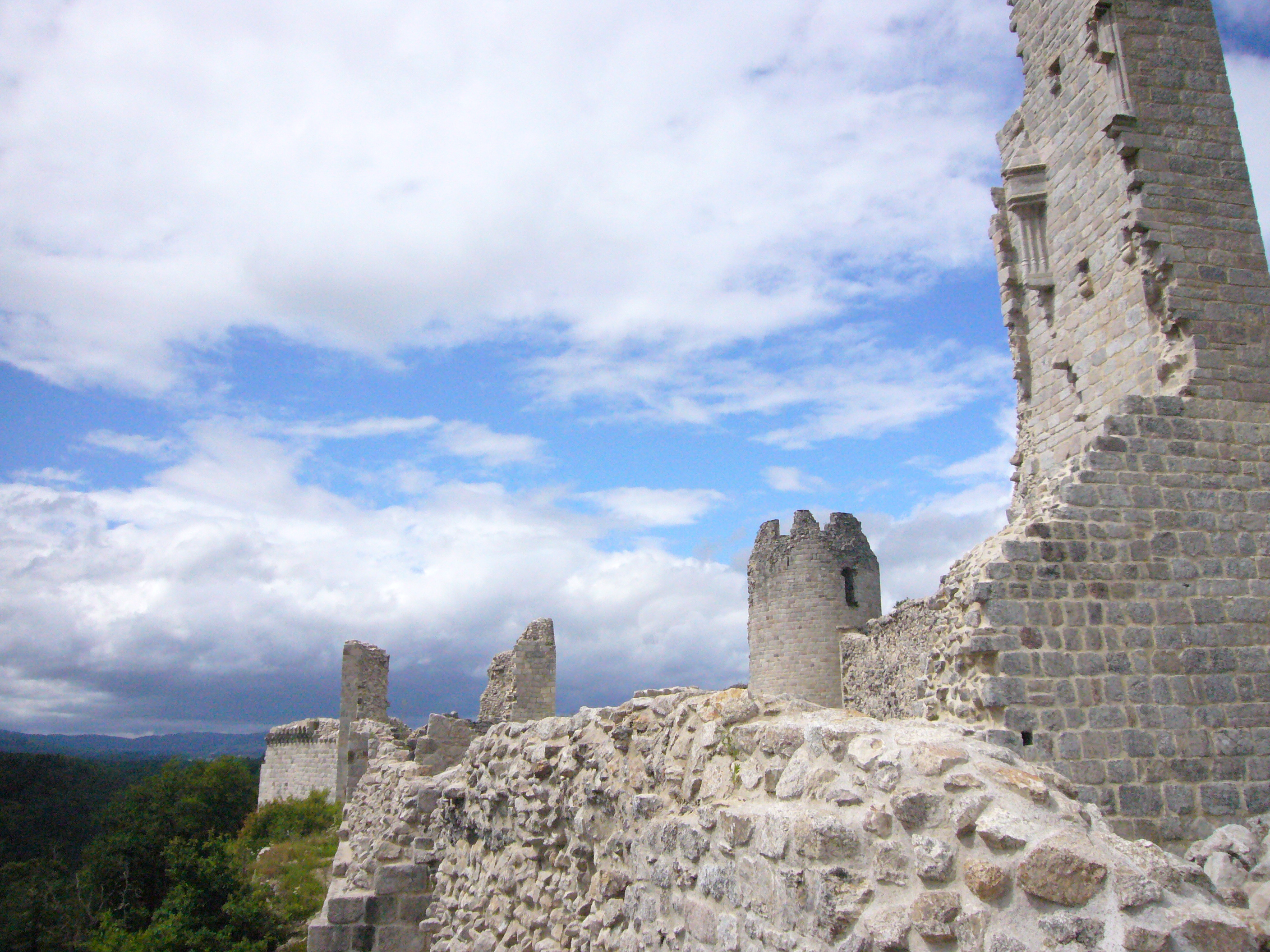
As ruínas do Castelo de Ventadour. Situado em Corrèze - (Limousin), na França. Ebles II de Ventadour (1086-1155), viveu neste castelo e Bernardo I de Ventadour (1295-1384), nasceu nele. O castelo foi construído no século XI, mas sofreu várias alterações no curso de várias campanhas, construções e reconstruções, que vão principalmente a partir do século XII, até o século XV, comandadas pelo Visconde de Ventadour e cujas capitais, na época, foram Égletons e Ussel.

- Ebles I de Ventadour (1040-1092), visconde de Ventadour, filho de Arquibaldo II, visconde de Comborn (1005-1053) e Rotburga de Rochechouart (1018-1059), filha de Américo II de Rochechouart, visconde de Rochechouart. Ebles era irmão de Arquibaldo III, visconde de Comborn, casado com Ermengarda, filha de Bernardo I de Comborn, visconde de Comborn. Ele, Bernardo I, por sua vez, casara-se com Melisenda e depois com Ermengarda, filha de Hugo Garcill de Corson

Casou-se com Maria de Limoges, filha de Ademar II de Limoges, visconde de Limoges e Humberga (ou Hucherge), neta por parte de mae de Godofredo I conde de Angoulême e neta por parte de pai de Ademar I, visconde de Limoges (1025-1036) e Senegunda.
Casou-se com Almodie de Montberon (1051-1096)
- Arquibaldo, visconde de Ventadour, filho de Ebles I

- Ebles II de Ventadour (1086-1155), visconde de Ventadour, dito o Cantor filho de Ebles I e Almodie e irmão de Arquibaldo

Casou-se com Alice ou Ágnes de Montluçon (1085-????), filha de Guilherme I de Montluçon, senhor de Montluçon
- Ebles III de Ventadour (1108-1170), visconde de Ventadour, dito o Trovador

Casou-se com Margarida de Turenne, filha de Raimundo I de Turenne, visconde de Turenne e de Mahaut, neta por parte de mãe de Godofredo, senhor de Mortagne (†1143) e neta por parte de pai de Bosão I de Turenne, visconde de Turenne, (†1092) e sua esposa en 1074  Gerberga.
Casou-se em 1151 com Adelaide de Montpellier (1134-????), quase todos os seus filhos, a exceção de Ebles IV que foi visconde de Ventadour e Matabruna; que casou-se com Reginaldo de Aubusson, "o Leproso", visconde de Aubusson e, depois foi casada com Esquivaldo de Chabanais, abraçaram a carreira eclesiastica: Guilherme, foi abade em Tulle; Ebles, foi abade em Figerac; Bernardo, foi abade em Tulle; Guido, foi Prior em St-Firmin; Hélio, foi monge em Tulle e Guilherme foi abade em Bonneseigne.
- Raimundo I de Turenne (????-1121), visconde de Turenne, (†1121)

Casou-se com Mahaut de Mortagne, neta por parte de mãe, de Godofredo de Montagne, senhor de Mortagne, (†1143), conde do Perche.
- Ebles IV (1155-1221), dito Arquibaldo, visconde de Ventadour,

Casou-se em 1174 com Sibila de Faye (1152-1185), filha de Raul de Châtellerault.
- Ebles V de Ventadour (1185-1237)

Casou-se com Maria de Limoges, filha de Bosão Ademar V de Limoges, visconde de Limoges (1148-1199) e Sarah de Dunstanville, filha de Reginaldo de Dunstanville, conde de Cornualha, (†1216).
Casou-se com Margarida de Turenne (1190-????), filha de Raimundo I de Turenne, visconde de Turenne e Hélia de Severac. Eles se divorciaram em 1151. Margarida, antes de Ebles, já havia se casado com o visconde Ademar IV de Limoges (†1148); e depois se casaria com Guilherme IV Taillefer conde de Angoulême (†1177).
Do segundo casamento teve filhos dos quais: Raimundo, foi visconde de Ventadour, ; Alésia, foi esposa de Guilherme de Mercoeur (†1238) e depois de Roberto I de Auvergne, delfin de Auvergne, conde de Clermont (†1262) e Maria que foi esposa de Bernardo de Malaguise
- Raimundo de Ventadour (1221-1226), visconde de Ventadour, filho de Ebles V

- Ebles VI de Ventadour (1210-1265), visconde de Ventadour, irmão de Raimundo

Casou-se com Delfina de la Tour-Auvergne (1220-1299), filha de Bernardo I de La Tour, senhor de La Tour, (†29/12/1253) e sua esposa Joana. Tiveram três filhos: Ebles VII, Hélio, visconde de Ventadour; Maria e Isabel, senhora de Marjaride (†1278), que se casou com Falcon de Montgascon e depois com Roberto IV de Montberon.
- Ebles VII de Ventadour (1240-1292), dito Hélio, visconde de Ventadour,

Casou-se com Branca de Châteauneuf (1240-1292). Tiveram 8 filhos, dentre os quais: Ebles VIII Hélio, visconde de Ventadour; Ebles, senhor de Boussac, casado em 1290 com  Galiena, filha de Geraldo III de Malemort, senhor de Douzenac; Hélio, bispo de Tournai, (†1326); Guilherme bispo de Tournai, (†1333); Margarida que foi casada com Luís de Beaufort, senhor de Montferrand.
- Ebles de Ventadour, (????-1320), senhor de Boussac, etc,

Casou-se em 1290 com Galiena de Malemort, filha de Geraldo III de Malemort, senhor de Douzenac. Ebles e Galiena foram pais de Branca de Ventadour que se casou com Bernardo III de Comborn, visconde de Comborn, (†1320)
- Ebles VIII de Ventadour (1265-1321), dito Hélio, conde de Ventadour

Casou-se em 1290 com Margarida de Beaujeu (1270-????), filha de Luís I de Montferrand, senhor de Montferrand e senhor de Herment, (†26/09/1280) - (Ele participou da última cruzada) - e sua esposa Margarida de Château-Meillant, senhora de Château-Meillant, neta por parte de mãe de Teobaldo de Beaumez, senhor de Mirebeau.
Tiveram, entre outros, os seguintes filhos:  Ebles IX, visconde de Ventadour; Bernardo I de Ventadour, visconde de Ventadour e Branca de Ventadour, casada em 1311 com João Guiscardo de Comborn, senhor de Treignac
- Ebles IX de Ventadour (????-1329)

Casou-se em 1314 com Marta de Comborn, senhora de Claviers (†1319, filha de Guiscardo de Comborn, senhor de Treignac e de Chamberet e sua esposa Maria de Treignac, senhora de Treignac, filha de Guido de Comborn, visconde de Comborn. Depois da morte de Ebles IX, em 1329, ela se casaria com Bruno de Claviers, senhor de Claviers

## Condado de Ventadour

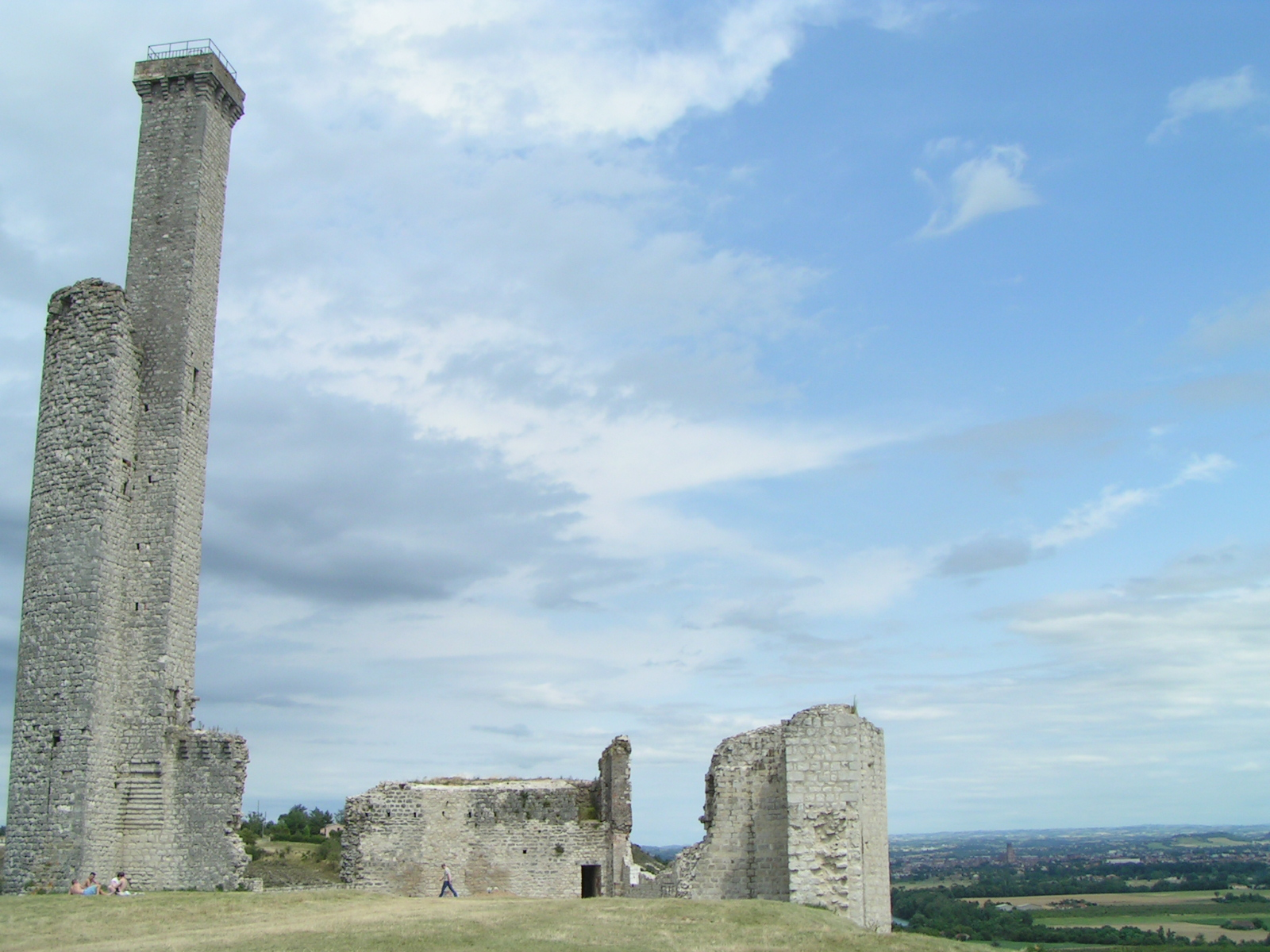
Ruinas do Castelo de Chastelnau-de-Lévis

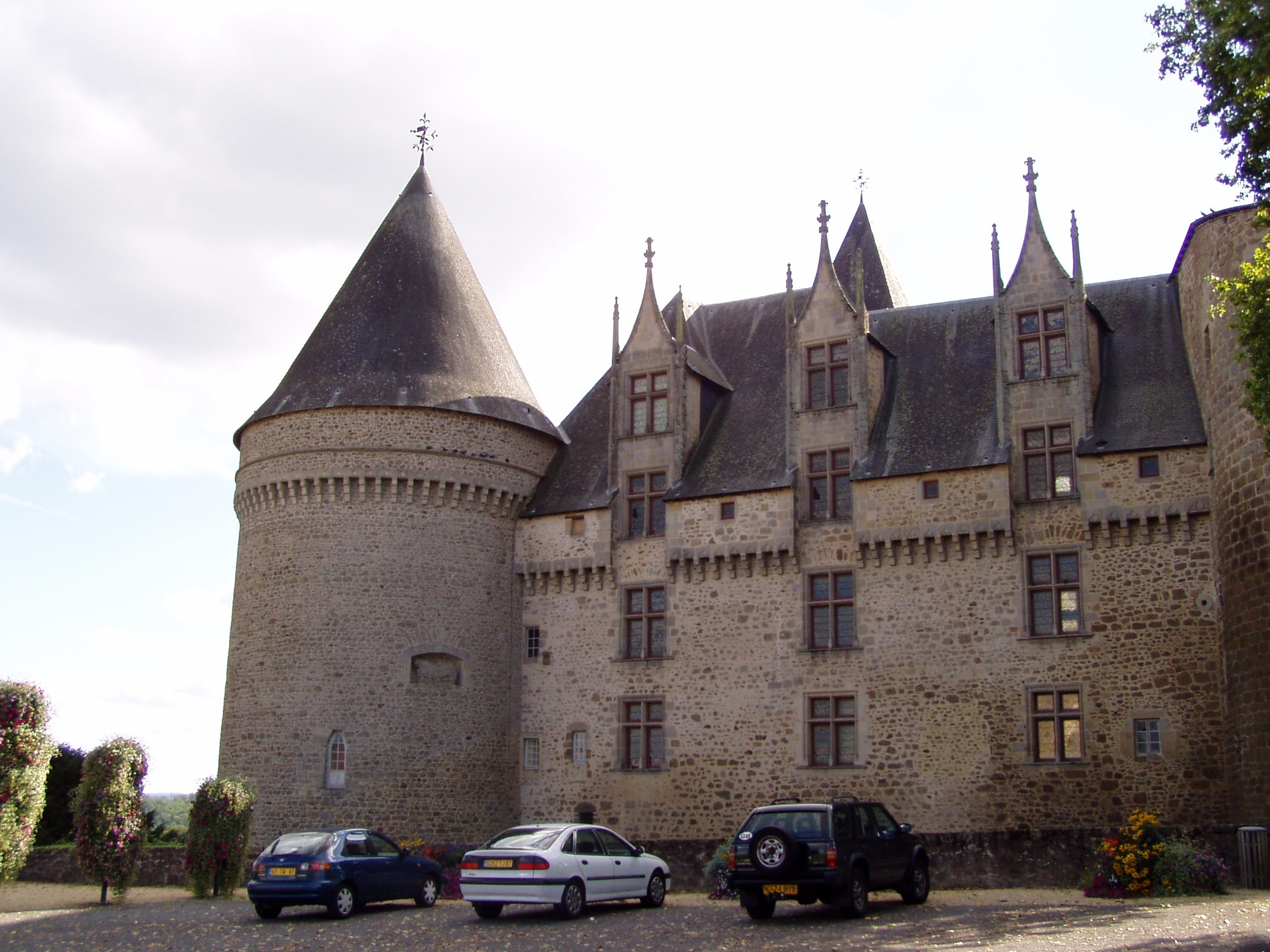
O Castelo de Rochechouart. Onde residiam os antepassados, por parte de mãe, de Ebles I de Ventadour: os viscondes de Rochechouart

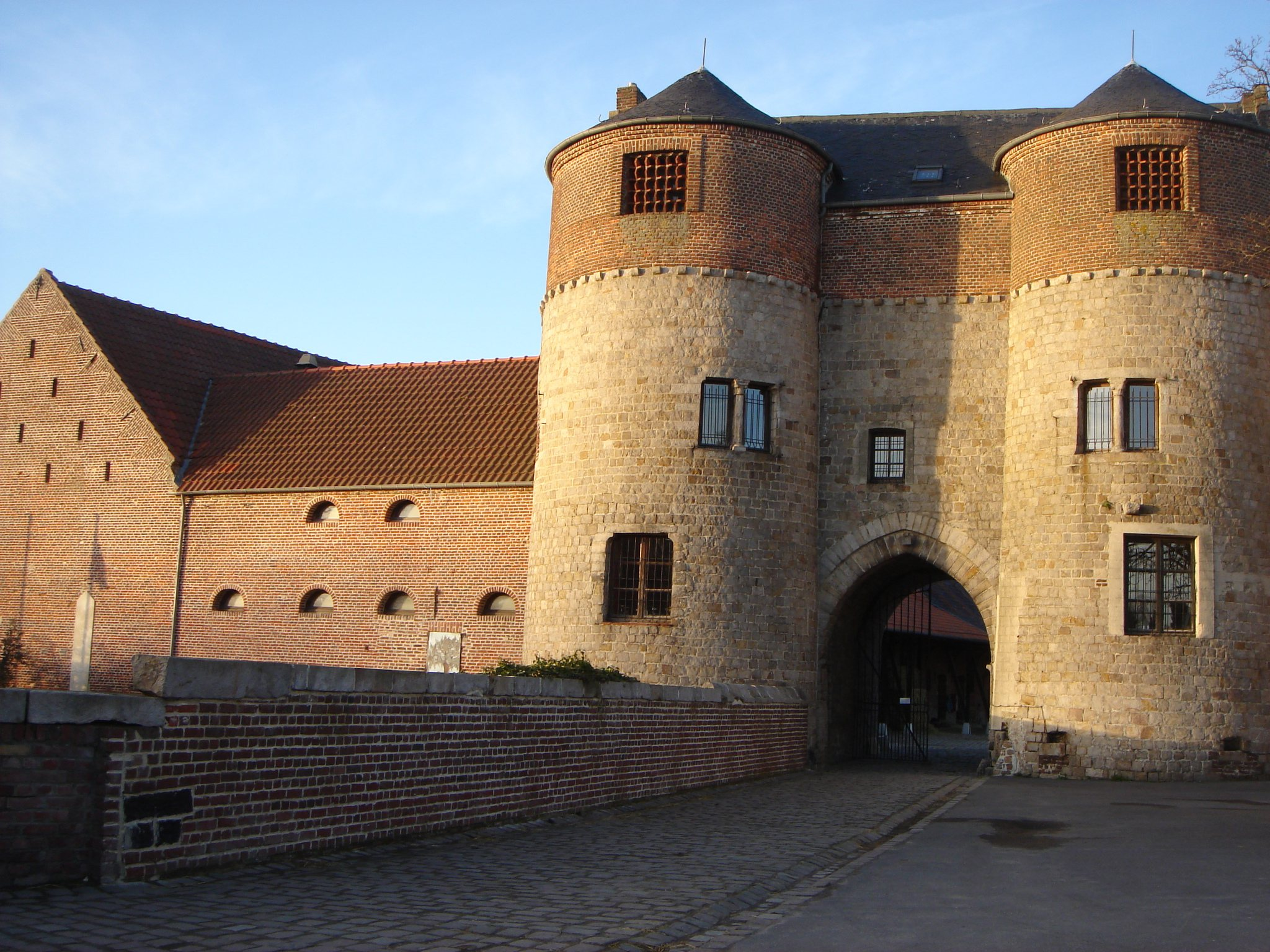
O castelo de Montmorency está situado em Montigny-en-Ostrevent, em Nord, na França. Gilberto III de Lévis e Anne de Lévis, casaram-se respectivamente com Catarina e Margarida de Montmorency

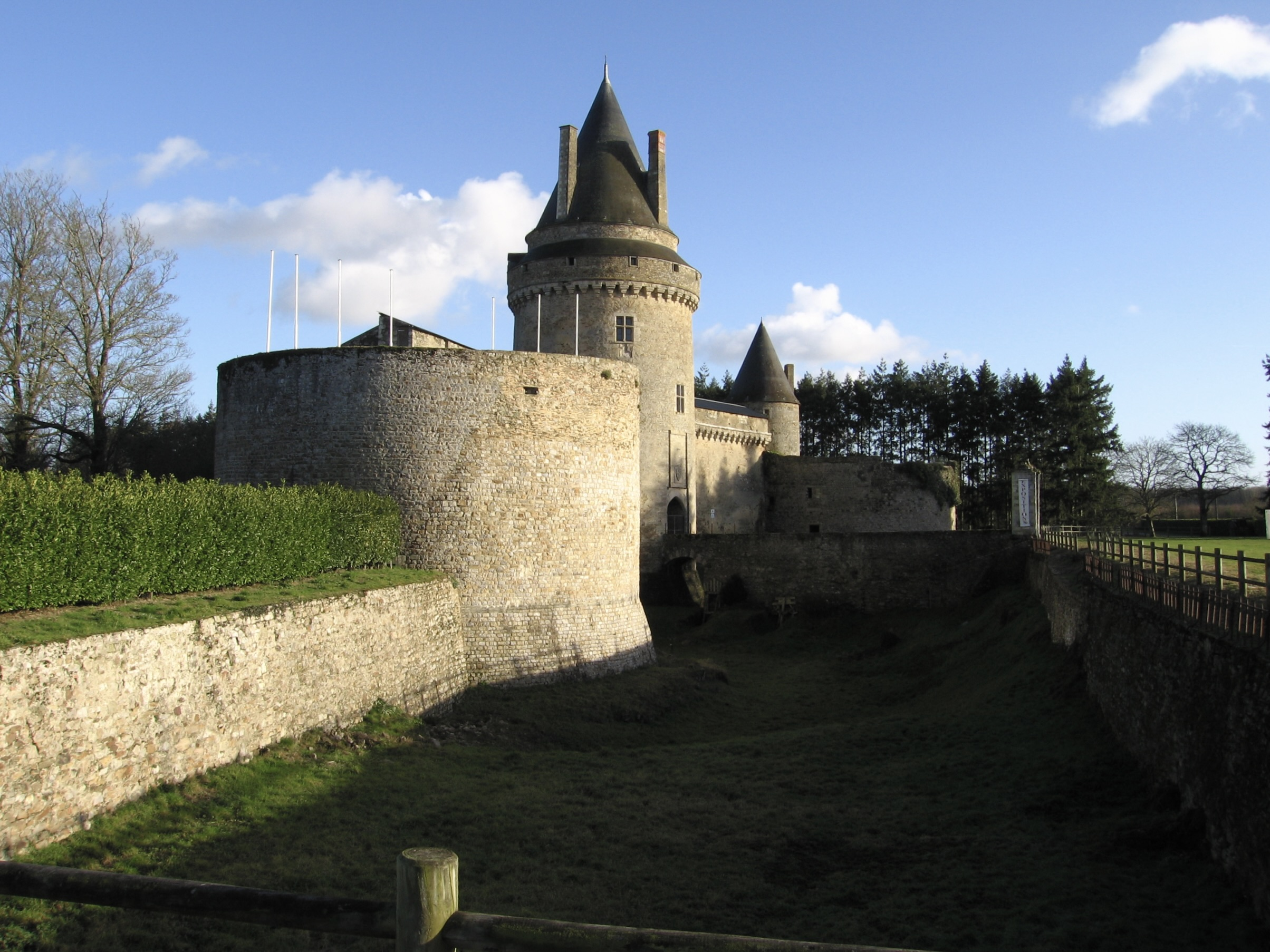
Castelo dos Senhores de Rohan (Blain)

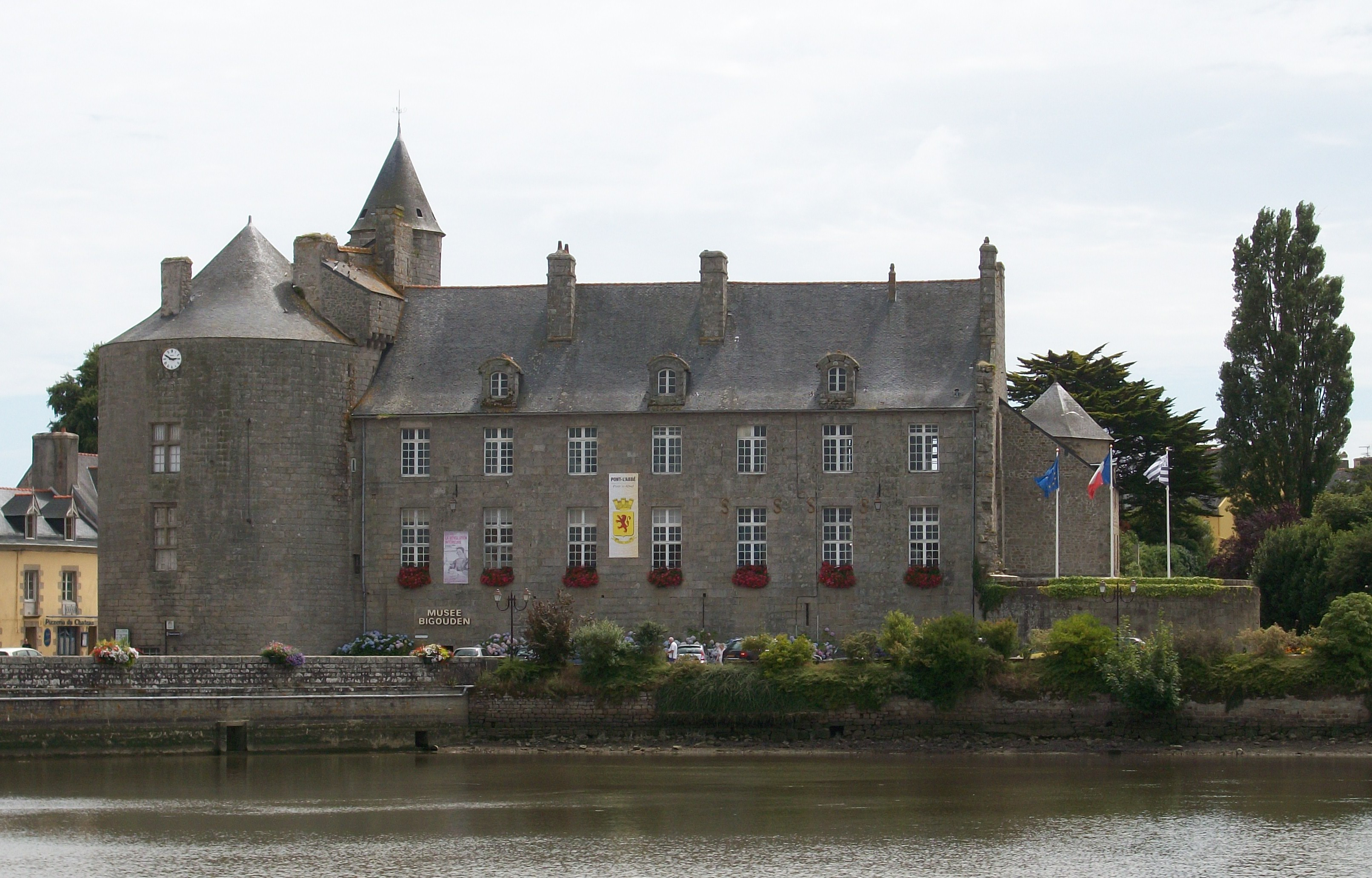
Castelo de Pont l'Abbé (Soubise)

### Casa de Ventadour-Comborn
- Bernardo I de Ventadour (1295-1384), visconde de Ventadour, senhor de Montpensier (†1338)

Casou-se com Margarida de Brienne (1315-????), filha de Roberto de Brienne, visconde de Beaumont e foram pais, entre outros de Roberto de Ventadour, visconde de Ventadour; Margarida de Ventadour  (†1399), casada com João de Antigny e depois com Milon de Noyers, conde de Joigny (†1376); Maria de Ventadour, casada com João de Deuil; Alda de Ventadour, casada com Gilberto de Malemort; Joana de Ventadour (1350-1376), casada com Godofredo de Auvergne, senhor de Montgascon; Madalena de Ventadour, casada em 1374 com João Hélio de Pompadour, senhor de Pompadour; Ágnes de Ventadour, casada com João de Apchier
Com Bernardo, visconde de Ventadour, o Montpensier, em 1350, adquiriu a condição de condado e Bernardo então apossou-se do título de conde de Ventadour; seus filhos venderam o Montpensier a João de França, duque de Berry, filho do rei João II, o Bom, da França, em 1381, por 40.000 livres. O Montpensier é transformado em município e é dado ao filho de João de Berry,
- Roberto de Ventadour, (???-1407), conde de Ventadour. Filho de Bernardo e pai de Jacques; Carlos e Margarida.

Casou-se com Isabel de Ventad
- Jacques de Ventadour, (????-1424), conde de Ventadour. Filho de Roberto

Casou-se com uma filhas de João de Lezay (†1422)
- Carlos de Ventadour, (????-1486), conde de Ventadour.

Casou-se em 1427 com Isabel de Vendat (†1451);
Casou-se com Maria de Pierrebuffiere
- Luís I de Ventadour, (????-1500), conde de Ventadour. Filho de Carlos e pai de Branca, senhora de Charlus (†1492), casada em 1472 com Luís de Levis (†1521)

Casou-se Catarina de Beaufort (†1506)
- - Branca de Ventadour, (????-1492), condessa de Ventadour (†19/11/1492), filha de Luís conde de Ventadour (†1500) e Catarina de Beaufort (†1506)

Casou-se em 12/07/1472 com Luís de Lévis, barão de La Voulte (†1521), senhor de Meyras.

### Casa de Lévis-Ventadour
- Luís de Lévis (????-1521), barão de La Voulte

Casou-se com Branca de Ventadour
- Gilberto I de Lévis (????-1529), conde de Lévis-Ventadour (†1529)

Casou-se com Jacqueline de Mas
- Gilberto II de Lévis (1501-1557) (n.1501), conde de Ventadour e barão de La Voute e senhor de Vauvert, (†1547). Filho de Branca e Luis

Casou-se em 11/02/1528: Susana de Leyre, senhora de La Motte de Grigny, filha de Jacques de Leyre, senhor de Cornillon.

## Ducado de Ventadour

### Casa de Lévis-Ventadour
- Gilberto III de Lévis (????-1591), conde e, em seguida,  duque (1578) de Ventadour, par da França (1589), (†1591). Filho de Gilberto II

Casou-se em 25/06/1553 com  Catarina de Montmorency, filha de Anne de Montmorency, duque de Montmorency.
- Anne de Lévis (1569-1622), duque de Ventadour e conde de La Voute, par da França, (†30/12/1622). Filho de Gilberto III

Casou-se em 25/06/1593 com Margarida de Montmorency, filha de Henrique I de Montmorency (????-1660), "primeiro barão de França", (n.15/06/1534), duque de Montmorency (etc) e conde de Alets, par da França, (06/05/1579-11/04/1614),  10/02/1556 marechal de França, 08/12/1593 condestável de França; e sua primeira esposa, com que casou-se em 26/01/1558 Antonieta de Bouillon, filha de Roberto IV de Bouillon, duque de Bouillon, (†1591)
- Henrique de Lévis (1596-1651), duque de Ventadour e príncipe de Maubuisson e conde de La Voute, par da França, (†14/10/1680). Filho de Anne

Casou-se com Maria Liesse de Luxemburgo, princesa de Tingry, filha de Henrique de Piney-Luxemburgo, duque de Piney-Luxemburgo. Não deixaram descendentes.
- Carlos I de Lévis (????-1649), marquês de Annonay, depois duque de Ventadour, par da França, (†19/05/1649). Filho de Anne, irmão de Henrique

Casou-se em 26/03/1634 com Susana de Lauricière, marquesa de Themines, filha de Antônio de Lauzières ou Lauricière, marquês de Thémines.
Casou-se em 08/02/1645 com Maria de La Guiche, filha de João Francisco de La Guiche, senhor de Saint-Géran, (†23/07/1701).
- Luís Carlos de Lévis (1647-1717), duque de Ventadour, par da França, (†28/09/1717).

Casou-se em 14/03/1672 com Carlota de Rohan (1654-1744), filha de Filipe de La Mothe-Houdancourt duque de Cardona, governanta de Luìs XV e governanta dos filhos reais. Foram pais de  Ana Genoveva de Lévis.
- - Ana Genoveva de Lévis (1673-1727)

Casou-se em 16/01/1691 com Luís Carlos de La Tour Auvérnia (n.14/01/1665-m.04/08/1692), herdeiro dos duques de Bouillon, "príncipe de Turenne", filho de Godofredo Maurício La Tour-Auvergne e Ana Maria Mancini, duquesa de Bouillon (1649-1714).
Casou-se em 1694 com Hércules Mériadec de Rohan (1669-1749)

### Casa de Rohan-Soubise
- Júlio Francisco de Rohan-Soubise (1697-1724)

Casou-se em (1714) com Ana Júlia Adelaide de Melun (1698-1724). Tiveram 4 filhos:
- Carlos de Rohan-Soubise (16/07/1715-01/07/1787), duque de Rohan, príncipe de Soubise, conde de Goëllo, marechal da França em 1758, senhor de Clisson e de Roberval, ministro de Luís XV e Luís XVI.

- Francisco Armando de Rohan-Soubise (1717-1756), bispo de Strasburgo, cardeal, membro da Academia Francesa

- Maria Louísa de Rohan-Soubise (1720-1803),

Casada em (1736) com Gastão de Lorraine (1721-1743)
- René de Rohan-Soubise (1723-1743)